# Friedrichshafen (Schiff, 1909)
Die Friedrichshafen war ein deutscher Halbsalondampfer mit Heimathafen Friedrichshafen, der von 1909 bis 1944 auf dem Bodensee verkehrte.

## Geschichte

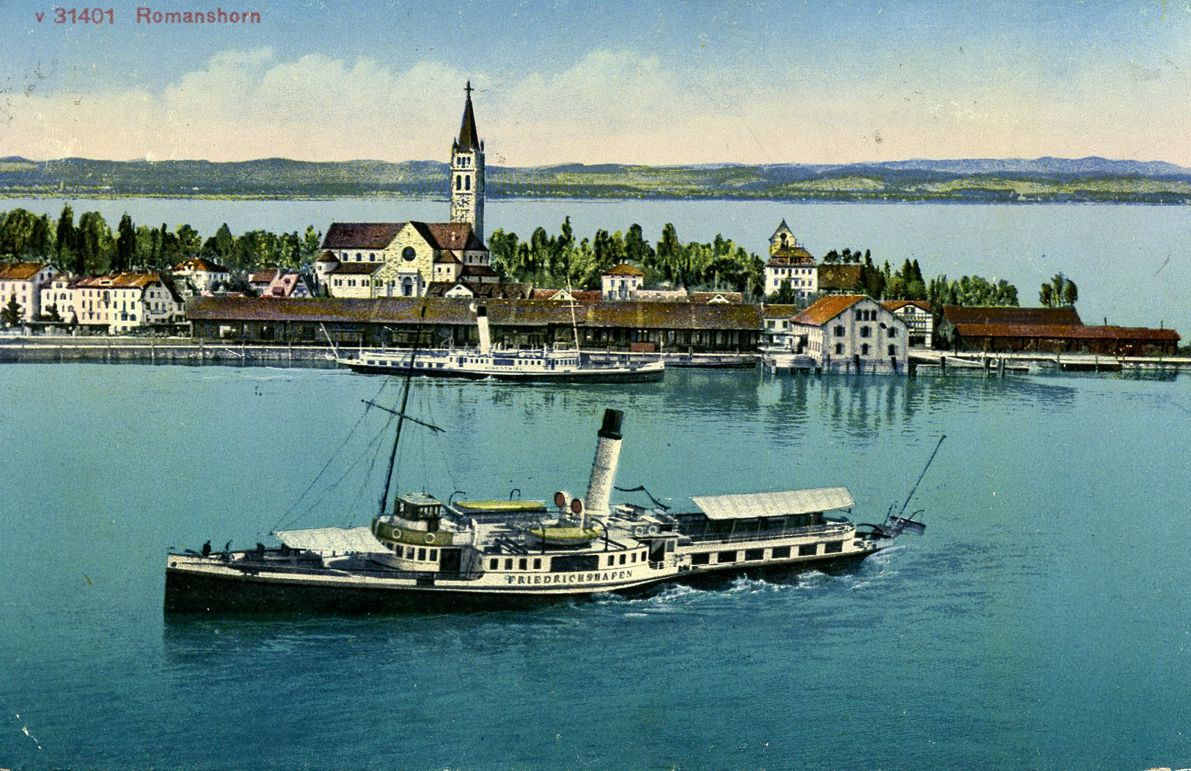
Die Friedrichshafen und dahinter ihr Schwesterschiff Hohentwiel in den 1920er-Jahren in Romanshorn

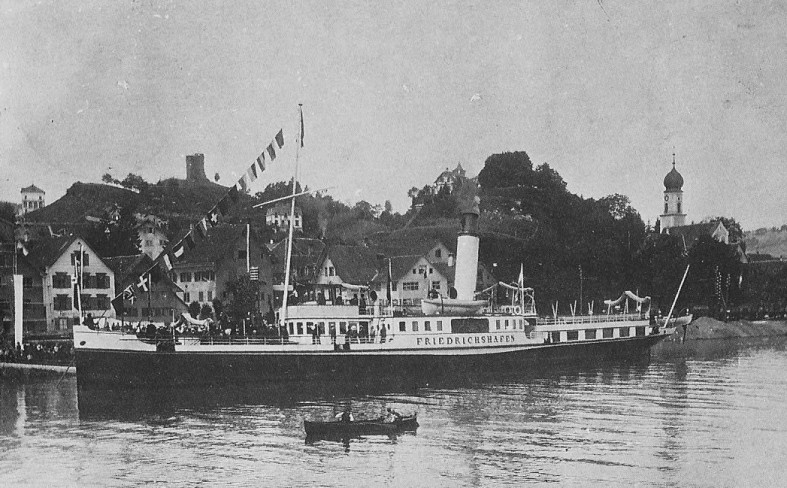
Die Friedrichshafen Mitte der 1920er-Jahre auf dem Alten Rhein vor Rheineck

Es wurde am 2. Juli 1909 in Dienst gestellt und gilt als Schwesterschiff der Hohentwiel. Erbauer war die Zürcher Maschinenfabrik Escher, Wyss & Cie. Konstruiert wurde das Schiff von den Ingenieuren Schätti und Kretzschmar. 
Die auf dem Bodensee standardisierte Halbsalonbauweise wurde beibehalten, trotzdem wurde die Friedrichshafen gegenüber den früheren „Königsschiffen“ moderner gestaltet. Der Schornstein war durch einen weißen Mantel verkleidet und hatte einen zylinderförmigen Rauchabschluss. Die Radkästen zierte ein kunstvolles Bronzerelief mit den Initialen des württembergischen Königshauses auf rotem Grund, das von dem Künstler Pelargus angefertigt wurde.
Die Saloneinrichtung entspricht ganz dem deutschen Werkbund-Gedanken und wurde im funktionalen Jugendstil von den Professoren Bernhard Pankok, Paul Haustein und Rudolf Rochga eingerichtet.

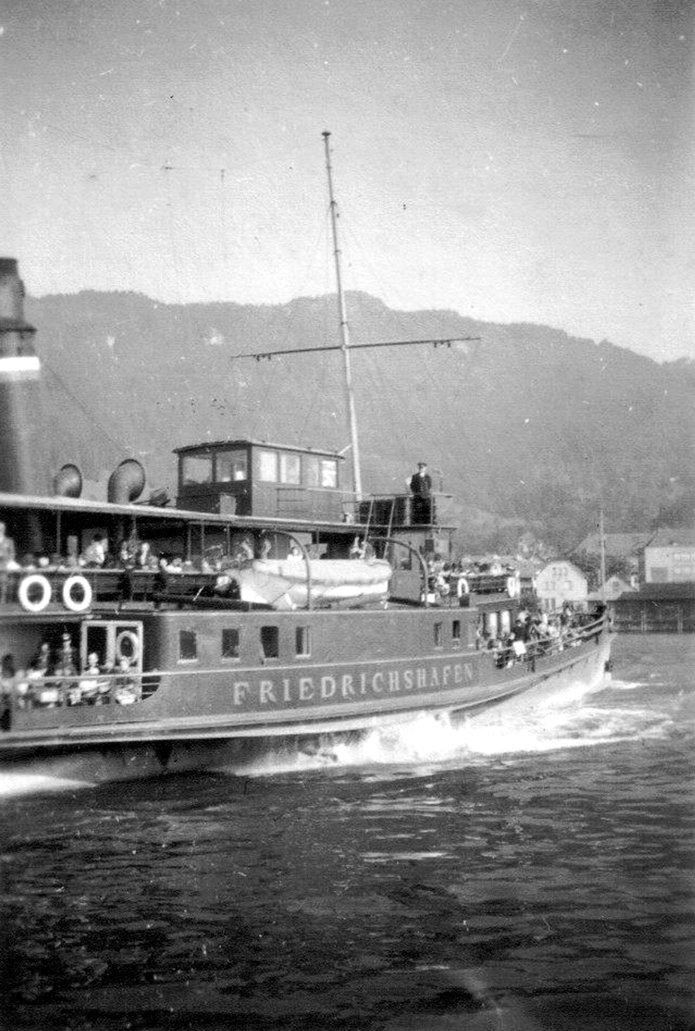
Die Friedrichshafen im Tarnanstrich im Sommer 1943 vor Bregenz

Wegen der Hafenverhältnisse in Friedrichshafen waren die Königlich Württembergischen Staats-Eisenbahnen bei ihren Schiffen lange Zeit nicht über eine Gesamtlänge von 53 Metern hinausgegangen. Die Friedrichshafen wies zum ersten Mal eine Länge von 55,96 Metern auf. Noch vor der Indienststellung wurde die ursprüngliche Schiebersteuerung der Maschine gegen eine von Escher Wyss neuentwickelte Ventilsteuerung ausgewechselt. Bei 775 PS Maschinenleistung erreichte das Schiff eine Geschwindigkeit von 27,5 km/h. Im Winterhalbjahr 1933/34 wurde die Friedrichshafen zu einem zeitgemäßen Salondampfer umgebaut. 
Im März 1944 wurde das Schiff zu einer längst fälligen Überholung in die Werft gezogen, was dem Dampfer in den Morgenstunden des 28. April zum Verhängnis wurde. Zwischen 2.09 Uhr und 2.50 Uhr legten über 300 viermotorige Bomber der Royal Air Force das Stadtzentrum von Friedrichshafen in Schutt und Asche. Dabei wurden auch der Hafen und das Werftgelände getroffen. Durch Brandbomben brannte das Werftgelände mitsamt der Friedrichshafen vollständig aus. Im vorderen Hafenbecken sank der Dampfer Württemberg durch einen Nahtreffer auf ebenem Kiel. Der Schiffsrumpf der Friedrichshafen wurde nach Ausbau aller brauchbaren Teile mit Beton ausgegossen und im Schweb vor der Argenmündung versenkt.